# Догматизам
Догматизам је у филозофији и идеолошким системима, филозофски и идеолошки став да се истина о ствари по себи може сазнати полазећи од некритички преузетих основних ставова, теза, учења и начела или да су основне тезе творца идеологије необориве истине, те се не могу и не смеју доводити у сумњу. У каснијој грчкој филозофији догматизам се јавља као супротност скептицизму и његовом критицизму.
По Канту, у догматизам спада онај филозофски правац који полази од претпоставке да се помоћу ума, пуким појмовним извођењем, може докучити и спознати оно што је о себи (ствар о себи Ding an sich), при чему Кант примарно има у виду филозофију Кристијана Вулфа и школску филозофију свога времена. У савременом марксизму у догматизам се убраја стаљинизам у теорији и пракси, који у бирократизму као друштвено-политичком систему и бирократском духу има свој извор, порекло и упориште. 